# Jean Lurçat
Pour les articles homonymes, voir Lurçat.
Jean Lurçat est un peintre, céramiste et créateur de tapisserie français, né à Bruyères (Vosges) le 1er juillet 1892 et mort à Saint-Paul-de-Vence le 6 janvier 1966.
Il doit principalement sa notoriété à ses travaux de tapisserie dont il rénova en profondeur le langage au XXe siècle.
Il est le frère aîné de l'architecte André Lurçat.

## Biographie
Comme peintre, Jean Lurçat s'illustra dans des domaines très variés : fresque, vitrail, céramique ou encore comme décorateur de théâtre et peintre cartonnier de tapisserie (peignant sur des cartons de tapisserie destinés à être tissés).

### Jeunesse
Jean Marie Auguste est le fils de Lucien Jean Baptiste Lurçat, receveur des postes, et de Marie Émilie Marguerite Charlotte L'Hôte, issue d'une famille de Dompaire.
Après des études secondaires à Épinal, il s'inscrit à la faculté des sciences de Nancy et envisage des études de médecine. Il se rend en Suisse et en Allemagne (Munich) et quittant la voie des études, il entre à l'atelier de Victor Prouvé, le chef de l'École de Nancy.
En 1912, Jean Lurçat s'installe à Paris avec son frère André. Il s'inscrit à l'Académie Colarossi puis à l'atelier du graveur Bernard Naudin. Il découvre alors les peintres Henri Matisse, Paul Cézanne, Auguste Renoir, devient proche de Rainer Maria Rilke, Antoine Bourdelle, Élie Faure, et fonde avec trois amis les Feuilles de mai, une revue d'art à laquelle participent ces célébrités. Il devient ensuite apprenti auprès du peintre fresquiste Jean-Paul Lafitte avec lequel il mène, en 1914, un premier chantier à la faculté des sciences de Marseille.
Son premier voyage en Italie est interrompu en août par la déclaration de la Première Guerre mondiale. Revenu en France, il s'engage dans l'infanterie (46e), mais malade, il est évacué le 15 novembre. Hospitalisé à La Mure (Isère), le 2e classe Lurçat est soigné pour une typhoïde entre le 24 janvier 1915 et le 28 février 1915. Pendant sa convalescence à Sens, en 1915, il pratique la peinture et s'essaie à la lithographie. Renvoyé au front en juillet 1916, il est blessé et évacué. Il ne retournera plus au front. Dès septembre, il expose des œuvres lasurées à Zurich.

### La découverte de la tapisserie
En 1917, Jean Lurçat fait exécuter par sa mère ses premiers canevas : Filles vertes et Soirées dans Grenade. Dès la fin de la guerre, en 1918, il revient en Italie où il passe, en 1919, au Tessin, des vacances en compagnie de Rilke, Ferruccio Busoni, Hermann Hesse et Jeanne Bucher. Sa deuxième exposition se tient à Zurich cette année-là.
En 1920, il voyage beaucoup : Berlin, Munich, Rome, Naples, … puis s'installe à Paris avec Marthe Hennebert (qui avait été, à partir de 1911, la muse de Rainer Maria Rilke). C'est elle qui tisse au petit point deux tapisseries : Pêcheur et Piscine. Il expose cette année-là au Salon des indépendants deux tapisseries et quatre toiles. Il fait la connaissance du marchand d'art Étienne Bignou.
En 1921, il rencontre Louis Marcoussis, il découvre Pablo Picasso et Max Jacob, crée décor et costumes pour le spectacle de la compagnie Pitoëff : Celui qui reçoit des gifles, et passe l'automne au bord de la Baltique. L'année suivante, il crée sa cinquième tapisserie au canevas, Le Cirque, pour Mme Cuttoli. Sa première exposition personnelle se tient à Paris, en avril et septembre (huiles, gouaches, aquarelles, dessins). Il réalise un grand décor mural — aujourd'hui disparu — au château de Villeflix, propriété de Berheim. Puis il voyage à Berlin où il retrouve Busoni.
Pendant deux années, Lurçat reprend la route des voyages. En 1923, il va en Espagne (Barcelone, Cadix, Séville et Tolède) ; en 1924, il découvre l'Afrique du Nord, le Sahara, la Grèce et l'Asie Mineure. À son retour il signe un contrat sans exclusivité avec son ami marchand Étienne Bignou. Son frère André construit sa nouvelle maison, la villa Seurat, à Paris. Il consacre une partie de l'année 1924 à la création d'un sixième canevas, Les Arabes (12 m2). Le 15 décembre, il épouse Marthe Hennebert et voyage en 1925 en Écosse, puis en Espagne et Afrique du Nord.
À son retour, il s'installe à la villa Seurat. Il participe à plusieurs expositions avec Raoul Dufy, Louis Marcoussis, Jean-Francis Laglenne, … Il expose chez Jeanne Bucher ; participe au décor (tapis et peintures) du film de Marcel L'Herbier, Le Vertige ; écrit, illustre, et édite Toupies et Baroques. En 1926, il expose personnellement à Paris et à Bruxelles, et participe à des expositions collectives à Vienne, Paris et Anvers. Sa renommée commence à l'atteindre : de nombreux articles lui sont consacrés. Ses œuvres représentent des portraits et des paysages orientaux.

### Une édition érotique clandestine
Plus confidentiellement, en 1926, comme le signale Jean-Jacques Pauvert dans le tome III de son Anthologie historique des lectures érotiques, d'après Pascal Pia, il exécute des gravures pour l'édition clandestine d'un petit ouvrage érotique, tiré à 125 exemplaires hors commerce et signé Jean Bruyère : Roger ou les à-côtés de l'ombrelle, texte dont certains lui attribuent, à l'époque, également la paternité. En un clin d'œil révélateur, le nom de Jean Lurçat apparaît d'ailleurs dans le corps du texte, parmi une liste de peintres que Clotilde, l'amante de Roger, apprécie. L'ouvrage sera réédité en 1979 par Jean-Jacques Pauvert et Jean-Claude Simoën, avec une préface d'Annie Le Brun, intitulée « Regard sans tain », dans laquelle elle souligne l'« ivresse de la lucidité » qui anime ce livre, célébrant la « luxuriance du sens et des sens [...] pour faire apparaître les figures de l'amour dans tout le luxe de leur déploiement mental ». C'est le récit des émois érotiques éprouvés par un jeune peintre des années folles, qui à l'âge de quinze ans est troublé par les femmes et prend son plaisir d'une seule et unique manière. Dans les années 1970, après la mort de Lurçat, sa veuve confirmera à Pauvert qu'il était bien l'auteur de ce livre secret et confidentiel, son seul et unique ouvrage littéraire.

### Les années de gloire
En compagnie de Marthe, il part en 1927 pour l'Orient, passe l'été en Grèce et en Turquie. Il décore le salon de la famille David David-Weill avec quatre tapisseries au petit point (28 m2), et réalise L'Orage pour Georges Salles (Paris, Musée national d'Art moderne). Il revient en Grèce et en Italie (Rome) en 1928. Avant de s'embarquer en octobre pour les États-Unis, à l'occasion de sa première exposition à New York. L'année suivante, 1929, il séjourne au Maroc.
En 1930, il expose à Paris, Londres, New-York, Chicago, illustre de neuf pointes sèches Les Limbes de Charles-Albert Cingria, œuvre éditée par Jeanne Bucher. Puis il va séjourner aux États-Unis. Il divorce de Marthe Hennebert à qui il demande, néanmoins de tisser L'Été (20 m2). L'année suivante, en mai 1931, il épouse Rossane Timotheef et s'installe à Vevey (Suisse). S'il écrit de nombreux articles sur sa peinture, il réduit sa production picturale. La Neige (18 m2), est tissée au petit point par Marthe Hennebert.
En 1932, Jeanne Bucher édite huit dessins à la plume, P.P.C. (pour prendre congé). En décembre, il participe avec Matisse, Picasso, Georges Braque, André Derain et Raoul Dufy à l'exposition Sélections : manifestation organisée à New-York par la Valentine Gallery. Ayant souscrit un engagement politique ancré dans la gauche communiste, il mêlera dès lors beaucoup sa production artistique à ses opinions politiques. En 1933, il séjourne à New-York. Il crée le décor et les costumes pour le Jardin Public, ballet de George Balanchine sur une musique de Vladimir Dukelsky ; compose Orage, carton réalisé à la demande de Marie Cuttoli. 1933 est aussi et surtout l'année qui voit sa première tapisserie tissée à Aubusson suivant la technique nouvelle et révolutionnaire qu'il a mise au point.

#### Expositions en URSS
En 1934, il revient à New-York où il participe à une nouvelle création de décor et costumes pour une chorégraphie de Balanchine. Il expose à Chicago et Philadelphie (huiles et gouaches). Puis il revient à Paris et Vevey pour l'été. À la fin de l'été, il part pour Moscou où il expose au musée Occidental (l'actuel musée des Beaux-Arts Pouchkine) puis au musée de Kiev, (gouaches et huiles). En 1935, il peint en Espagne les Dynamiteros en liaison avec la révolution et la guerre d'Espagne.
À Paris, il participe aux activités de l'Association des écrivains et artistes révolutionnaires. Puis il suit, avec André Malraux et Louis Aragon, les journées d'amitié pour l'Union des républiques socialistes soviétiques. En 1936, il expose à Londres et sort sa première tapisserie exécutée à la manufacture des Gobelins, Les Illusions d'Icare (3,30 × 3,50 m, collection Royale de Hollande). L'année 1937 sera celle de sa rencontre avec François Tabard et de la création de grandes tapisseries : Le Bosquet (2.00 × 2.50 m) et Les Oiseaux, tissées à l'atelier-école d'Aubusson, et Forêts, deuxième tapisserie tissée aux Gobelins (2.60 × 4.00 m).

#### Renouveau technique
En juillet 1937, à Angers, la vision de la tenture de l'Apocalypse (XIVe siècle) provoque chez lui un choc esthétique et artistique annonciateur de l'œuvre à venir. En 1938, Moisson (2,75 × 5,50 m) est tissée chez Tabard. La manufacture de Beauvais tisse les tapisseries pour quatre fauteuils, un divan et un paravent destinés à accompagner la tenture d'Icare. En 1939, il expose à New-York et Paris (Petit Palais). En septembre, il s'installe à Aubusson avec Marcel Gromaire et Pierre Dubreuil dans le but de redonner vie à la tapisserie qui, à l'époque, subit une grave crise. Il met au point un nouveau langage technique : carton numéroté, palette réduite, tissage robuste à large point. Désormais, il abandonne la peinture à l'huile au profit de la gouache. Le musée national d'Art moderne acquiert Jardin des Coqs et L'Homme aux Coqs, dont le carton sera détruit par les SS en 1944 à Lanzac. En 1940, il collabore avec André Derain et Raoul Dufy. Les ateliers d'Aubusson tissent une vingtaine de ses œuvres.
En 1941, il participe avec Boris Taslitzky à la création d'un carton de Dufy, Le Bel Été, et s'installe dans le Lot avec Rossane Timotheef. Aux États-Unis, Victor, son fils adoptif, s'engage dans les réseaux clandestins opérant en France. Lurçat séjourne à l'abbaye bénédictine d'En-Calcat et initie Dom Robert à la tapisserie. En 1942, il s'installe à Lanzac. Les tapisseries Libertés sur le poème de Paul Éluard (conservée au musée d'Art moderne de Paris) et Es La Verdad sur un poème de Guillaume Apollinaire (collection particulière), sont tissées à Aubusson. En 1943, une exposition de tapisseries contemporaines se tient au musée des Augustins de Toulouse (Lurçat, Gromaire, Dufy, Marc Saint-Saëns, Dom Robert). En 1944, ses tapisseries sont exposées à Paris et ses peintures à New-York.

### Galerie

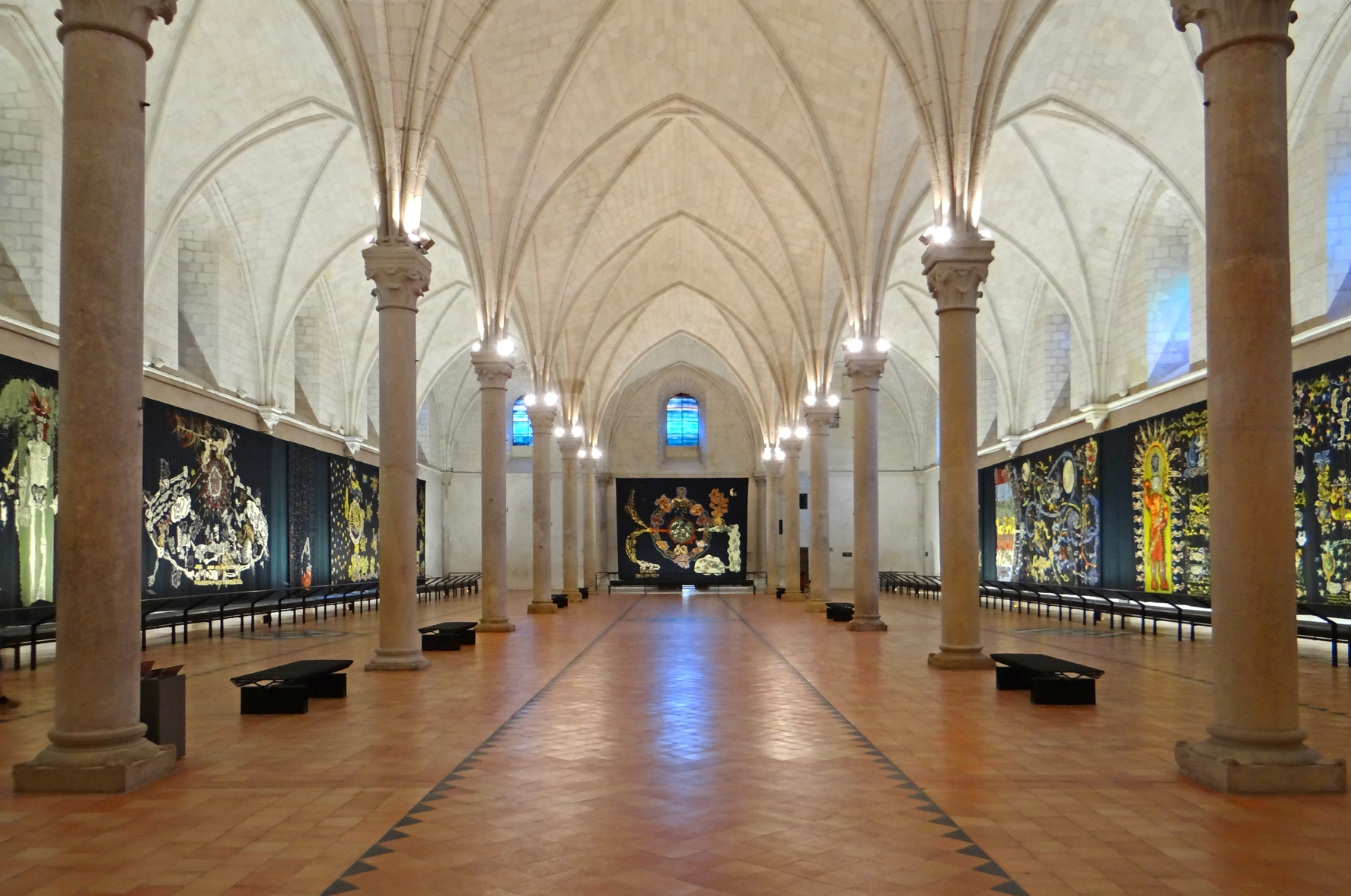
Le Chant du Monde, tapisseries, 1957-1966.
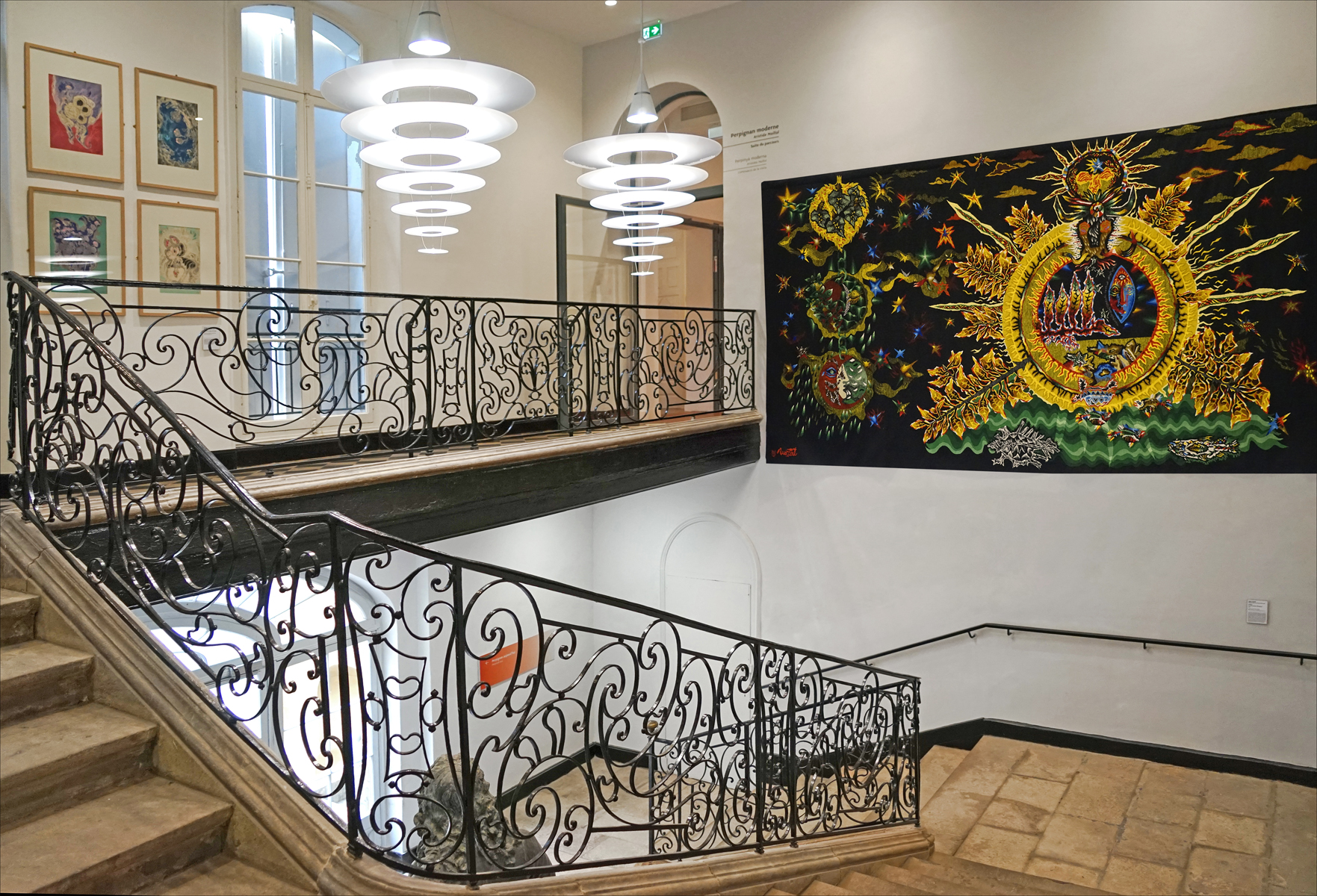
Apollo ou les quatre éléments, tapisserie, 1961.
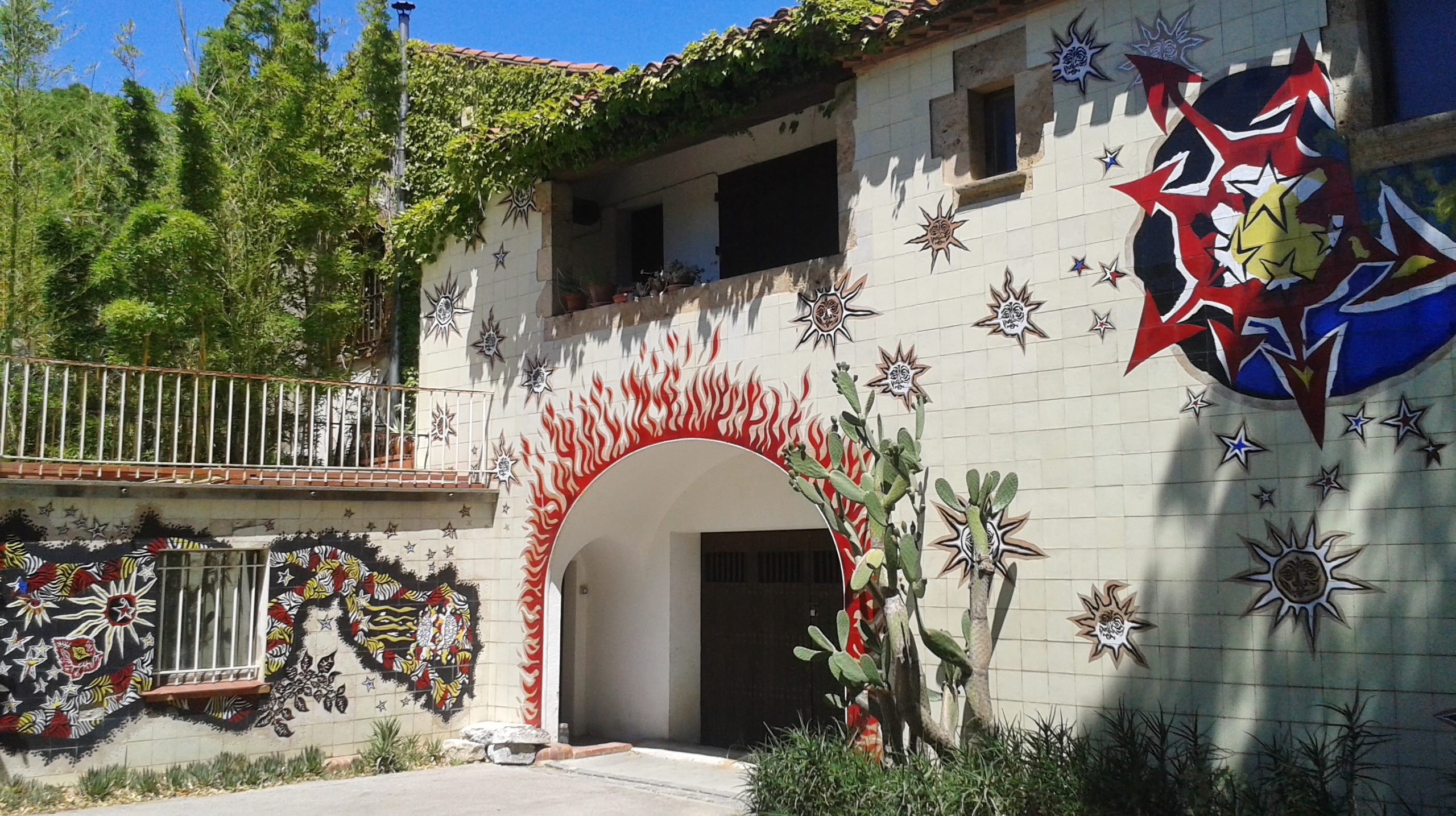
Fresque en carreaux de céramique de Jean Lurçat et Gumersind Gomila à Sant Vicens.

### La résistance
En juin 1944, il s'associe aux combats de la résistance communiste avec Tristan Tzara, André Chamson, René Huyghe, Jean Cassou, Jean Agamemnon. Nommé au Comité départemental de libération du Lot, il dirige l'hebdomadaire Liberté, à Cahors et la revue Les Étoiles du Quercy. Il devient membre du Parti communiste français.
Il rencontre Simone Selves qui deviendra son épouse le 11 août 1956.
Victor Soskice, son fils adoptif, pris au cours d'une mission de sabotage en France, est déporté en Allemagne et exécuté en 1945. Jean Lurçat et Rossane Timotheef n'apprendront sa disparition qu'un an plus tard.

### L'après-guerre

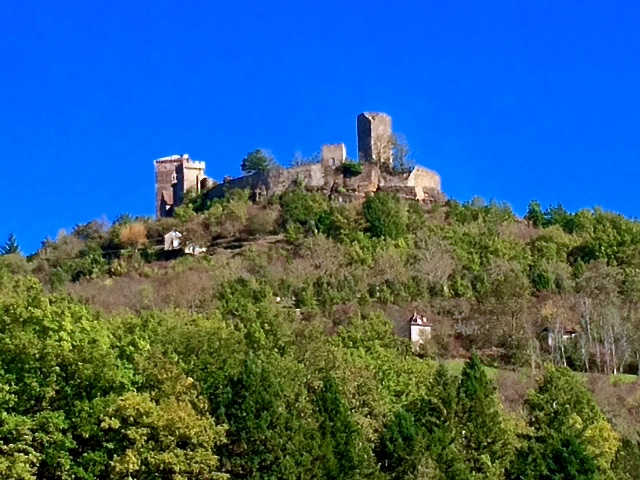
Les Tours de Saint-Laurent.

En 1945, Lurçat achète le château des Tours-Saint-Laurent, vestige d'une forteresse du XIe siècle qui domine de ses remparts la ville de Saint-Céré (Lot).
En 1946, il participe à l'exposition La Tapisserie du Moyen Âge à nos jours (Paris, Amsterdam, Bruxelles, Londres). En 1947, il compose L'Apocalypse (4,53 × 12,40 m) pour l'église Notre-Dame-de-Toute-Grâce du plateau d'Assy (Haute-Savoie) et la tapisserie Le Vin (4,04 × 10,50 m) pour le musée du vin de Bourgogne à Beaune. Cette tapisserie a été tissée dans l'atelier Tabard à Aubusson avec la collaboration de poètes tels que Pierre Albert-Birot, Jean Cassou, Luc Estang, Jean Marcenac et Léon Moussinac et de musiciens comme Francis Poulenc et Roger Désormière. Elle fait honneur au célèbre vin de Bourgogne. Il s'agit d'une commande commune de la Ville de Beaune ainsi que de la Direction Générale des Arts et Lettres. Elle a été installée dans la dernière salle du musée du Vin de Bourgogne, en 1948, pour l'inauguration du musée en juin 1949. Le Vin est richement composé de références à la mythologie gréco-romaine ainsi qu'à la culture chrétienne. Elle représente la résurrection après la mort avec le squelette qui se transforme en arbre et le coq qui pressure les raisins pour en faire du vin. Celui-ci est signe de renaissance après la mort.
Il publie également trois ouvrages sur la tapisserie. En 1948, il se rend pour des conférences et des expositions, en Angleterre, en Belgique et en Tchécoslovaquie. Il publie à Lausanne Géographie animale, recueil de dix-huit poèmes illustrés par dix-huit lithographies, dédié à son fils adoptif, Victor. En 1949-1950, il mène à bien un travail d'illustration par lithographies en couleurs pour La Création du Monde, texte d'André de Richaud, Le Monde merveilleux des insectes de Jean-Henri Fabre et Vingt Fables de La Fontaine. Il voyage aussi en Suisse et en Pologne. En 1951, son ami Étienne Bignou disparaît. Il voyage pour un cycle de conférences à Varsovie, Cracovie, Copenhague, Stockholm, Bâle. Il exécute une série de gouaches publiées sous le titre Le Bestiaire fabuleux.
Il compose la tapisserie La Grande Peur (20 m2). En 1952-1953, une grande exposition de ses œuvres se tient à Paris, à la Maison de la pensée française (tapisseries, peintures, gouaches, dessins, céramiques, livres illustrés…). Il exécute de nombreuses tapisseries, Les Loups dans la Bergerie, La Conquête de l'Air. En 1954, il subit un nouveau deuil avec la mort de Rossane Timotheef. Il compose Hommage aux Morts de la Résistance et de la Déportation (4 × 12 m) pour le musée d'Art moderne de Paris, Le Chant Général sur un poème de Pablo Neruda et Le Grand Arbre, tapisserie (7 × 3 m), actuellement exposée dans le hall de l'hôtel La Résidence du Vieux Port à Marseille.
Conférences et expositions le conduisent en Amérique du Sud. En 1955, il voyage en Sicile et peint des gouaches. Il se rend aussi en Chine, où il fait des conférences. Il compose la tapisserie L'Espoir. Une exposition se tient à Bienne, puis à Strasbourg. Il préface un livre sur la tenture de l'Apocalypse d'Angers aux Éditions Le Masque d'Or.
En 1956-1957, de nombreuses expositions et conférences le font voyager en Europe et aux États-Unis. En 1960, une série de bijoux dessinés par Jean Lurçat sont réalisés par le maître joaillier Gilbert Albert pour Patek Philippe et exposés à Genève.

#### L'œuvre céramique

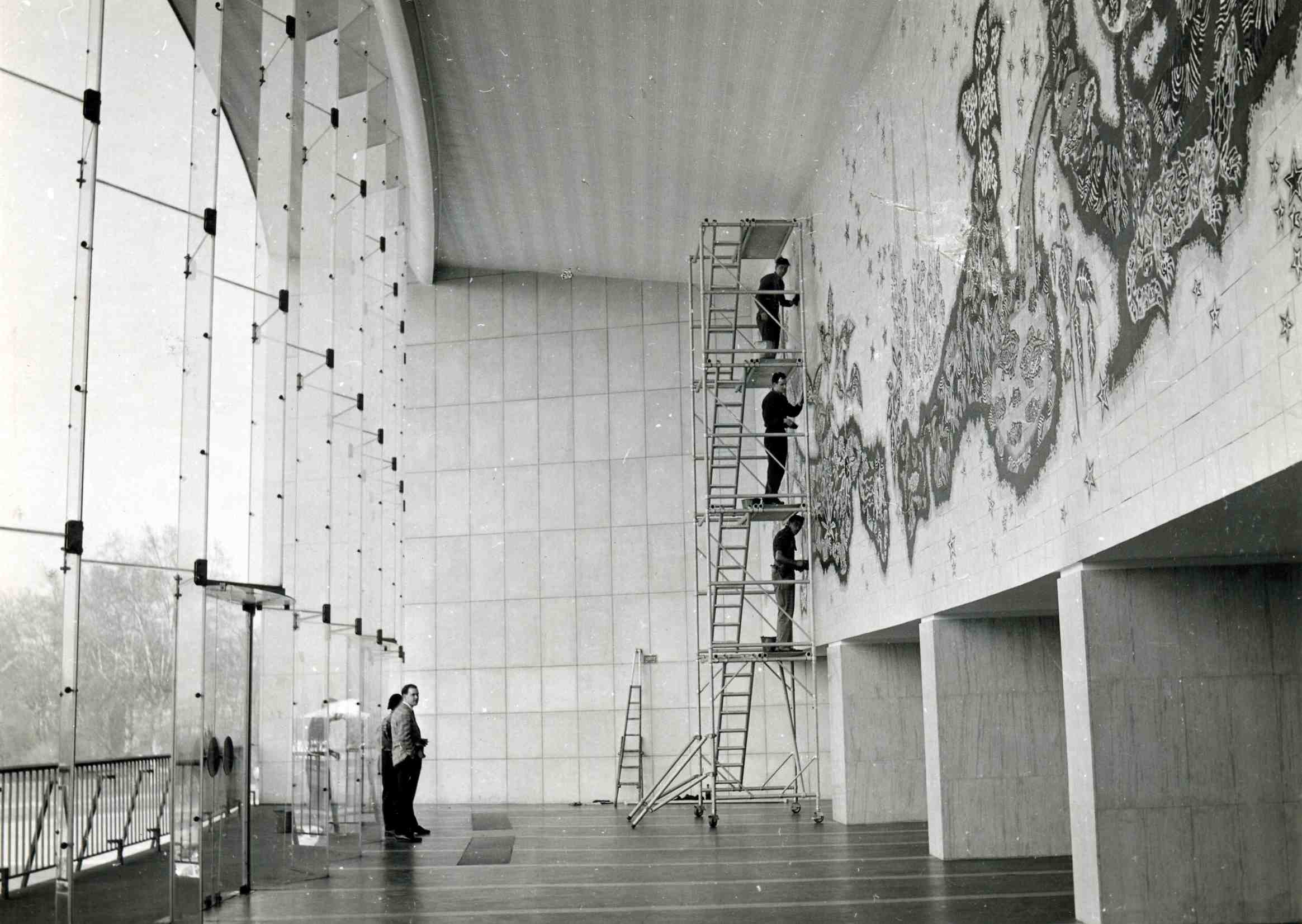
La Création du monde (1961), céramique à la Maison de la Radio de Strasbourg.

À partir de 1951, Lurçat séjourne régulièrement à Sant Vicens (à Perpignan dans les Pyrénées-Orientales), un centre potier créé par Firmin Bauby. Il y travaille la céramique en décorant plats, assiettes, carreaux, pichets, vases. Il fait d'ailleurs là-bas la connaissance du peintre audois Jean Camberoque. Il crée de grandes céramiques pour l'école de Saint-Denis et la poterie de Sant Vicens.
En 1961, il réalise la céramique monumentale qui habille la façade de la Maison de la Radio à Strasbourg en collaboration avec Gumersind Gomila, son céramiste exclusif avec lequel il cosigne ses plus grandes œuvres.

#### Les dernières années
Lors de la Seconde Guerre mondiale, il rencontre Simone Selves (1915-2009), sa compagne de la Résistance, qui deviendra son épouse le 11 août 1956.
Il commence la Joie de Vivre qui deviendra Le Chant du Monde, ensemble de tapisseries qui seront tissées à Aubusson chez Tabard, Goubely et Picaud. Il lance le tissage de l'ensemble La Grande Menace qui comprend : La Bombe Atomique (4,40 × 9 m) ; L'Homme d'Hiroshima (4,40 × 2,90 m) ; La Fin de Tout (4,40 × 2,25 m). Il édite et illustre un recueil de ses poèmes : "Domaine". En 1958, il compose la suite du Chant du Monde. Il fait tisser l'ensemble "La Tenture des Soleils qui comprend : L'Homme en Gloire dans la Paix (4,40 × 13,20 m) ; L'Eau et le Feu (4,40 × 5,90 m).
Il voyage au Japon, en Inde et au Portugal et publie Mes Domaines, poèmes ornés de vignettes inédites. Il termine la céramique monumentale pour la Maison de la Radio à Strasbourg; poursuit le Chant du Monde avec Le Grand Charnier (4,40 × 7,40 m) et Champagne (4,40 × 7,00 m). En 1960, de nombreuses expositions de tapisseries ont lieu à Cologne, Menton, Lisbonne, Brême… Il achève le huitième panneau du Chant du monde : La Conquête de l'Espace (4,40 × 10,35 m). En 1961, naît le dernier élément du Chant du Monde tissé de son vivant : La Poésie (4,40 × 10,40 m).

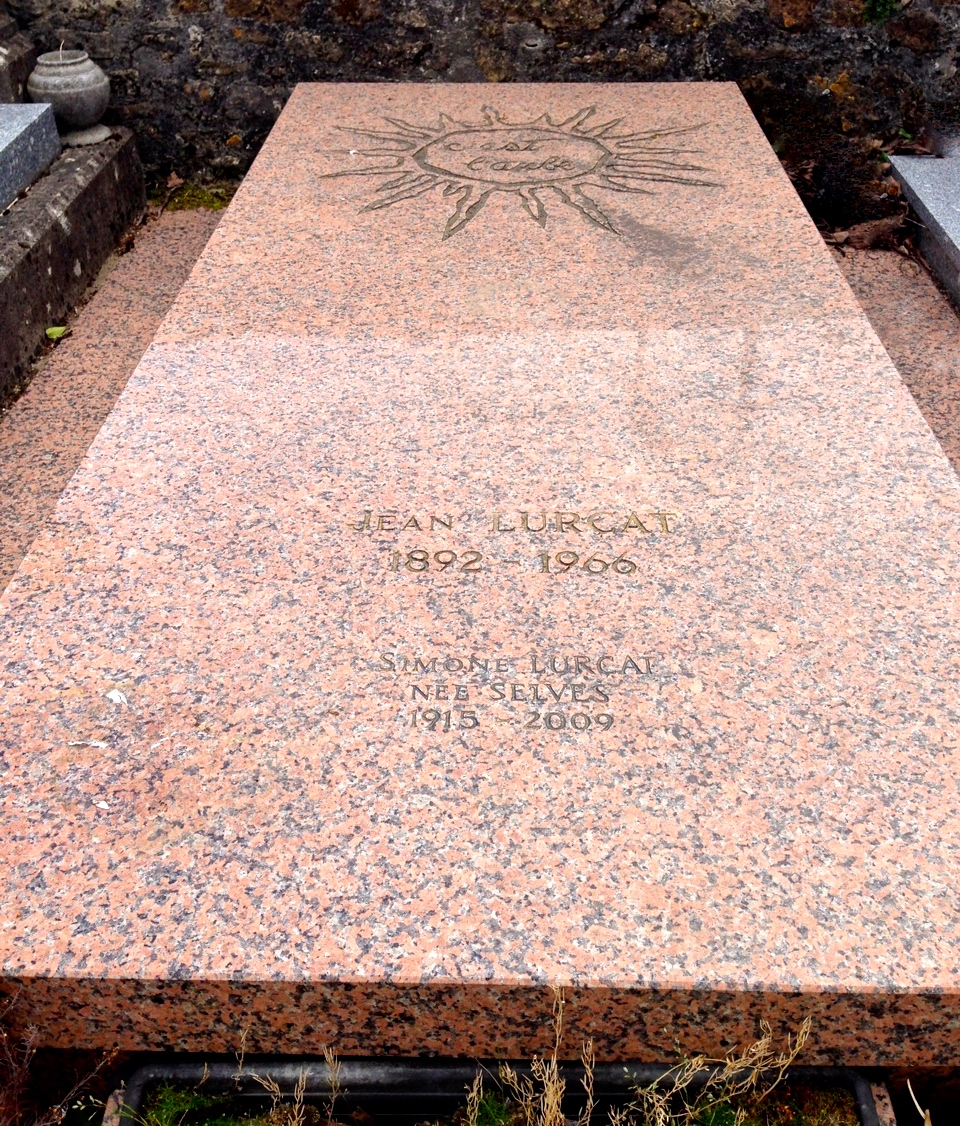
Tombe de Jean et Simone Lurçat à Saint-Laurent-les-Tours.

En 1962, malgré une santé devenue fragile, il continue à travailler intensément et à voyager pour des expositions et des conférences en France, Suisse, Allemagne, URSS. Une rétrospective de l'œuvre peint de Jean Lurçat (1920-1962) se tient à Paris. Il compose Transmondia (3,15 × 6,35 m), Couleurs et Lumières (2,75 × 4,50 m), Le Vin et la Musique (5,93 × 12,02 m). En 1963, la première présentation du Chant du Monde a lieu à Annecy. Son état de santé s'aggrave.
De nombreuses expositions dont celle du Chant du Monde se tiennent au  musée des Arts décoratifs de Paris, puis à Arras et à Lyon. Il reçoit de nombreuses commandes officielles : Dunkerque, Les Deux Boussoles, Beau de Nuit, L'Afghan et les Insectes. Il voyage en Italie, en Égypte. En 1965, il séjourne en Grèce et au Mexique. À son retour, il compose Ornomentos Sagrados (4,40 × 10,50 m), la dixième tenture du Chant du Monde qui sera terminée après sa mort. Il illustre Animalités de Jean Giono.

Jean Lurçat meurt subitement le 6 janvier 1966 à Saint-Paul-de-Vence. Il repose dans le Lot, non loin de Saint-Céré, près des Tours, dans le petit cimetière de Saint-Laurent. Sur sa tombe un soleil gravé dans la pierre avec une devise : « C'est l'aube... », ces deux mots sont le début de la phrase, écrite par lui, qu'il avait fait graver sur son épée d'académicien : 

« C'est l'aube d'un temps nouveau où l'homme ne sera plus un loup pour l'homme… »

## Œuvres dans les collections publiques
On retrouve des œuvres de l'artiste dans les établissements suivants :
- Dieppe, Musée de Dieppe, La Barque, huile sur toile, 1975
- Fresques sur la façade de l'Église Saint-Pierre-et-Saint-Paul de Maubeuge dessinées par Jean Lurçat

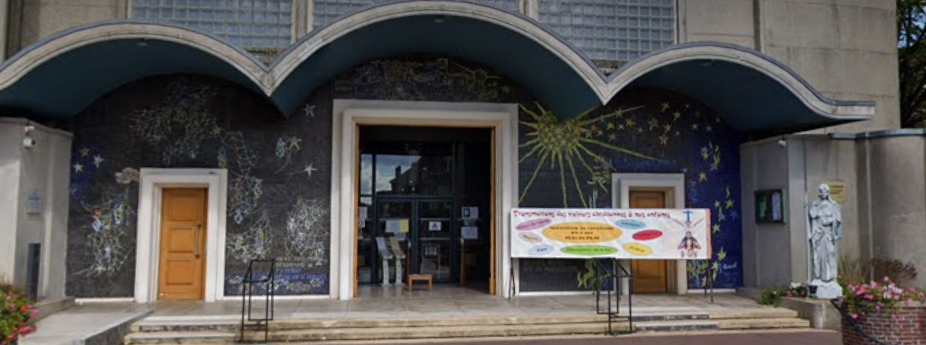
Fresques sur la façade de l'église Saint-Pierre et Saint-Paul à Maubeuge dessinée par Jean Lurçat.

## Distinctions, hommages, postérité

### Distinctions et nominations
- 1947 : nommé président de l'Association des peintres-cartonniers de tapisserie, dont il fut cofondateur avec Marc Saint-Saëns et Jean Picart Le Doux qui en assurèrent la vice-présidence.
- 1959 : élu membre de l'Académie royale de Belgique.
- 1959 : élu membre de l'Academia Nacional de Belas-Artes (pt) (Académie nationale des beaux-arts du Portugal).
- 1961 : élu président du Centre international de la tapisserie ancienne et moderne (CITAM) à Lausanne, dont Lurçat fut cofondateur.Ce centre, dont les archives ont été déposées à la Fondation Toms Pauli à Lausanne, avait pour objectif l'organisation des Biennales de la tapisserie de Lausanne qui eurent lieu de 1962 à 1995.
- 1964 : élu membre de l'Académie des beaux-arts.

### Hommages

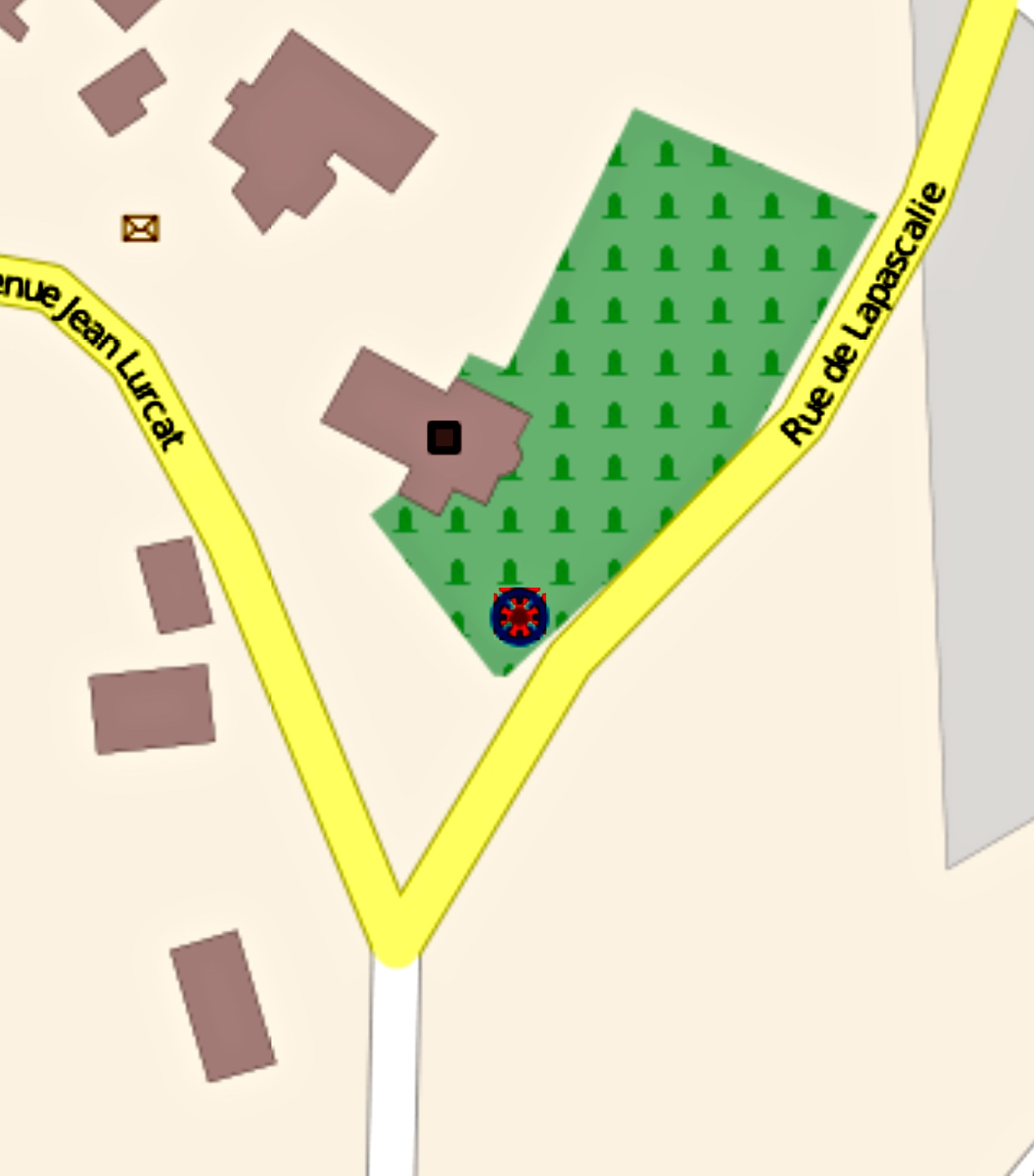
Plan de l'emplacement de la tombe de la famille Lurçat dans le cimetière de Saint-Laurent-les-Tours.

- 1966 : édition d’un timbre commémorant sa mort.
- En France, plus de vingt établissements portent le nom Jean Lurçat, parmi lesquels : le centre culturel d'Aubusson, (Creuse), l'école de Saint-Laurent-les-Tours, le collège-lycée de Saint-Céré, un établissement public dans le 13e arrondissement de Paris. Les collèges qui portent son nom : à Angers (Maine-et-Loire), à Achères (Yvelines), à Sarcelles (Val-d'Oise), à Ris-Orangis (Essonne), à Saint-Denis, à Frouard (Meurthe-et-Moselle), à Lanester (Morbihan), à Bruyères où est exposée une de ses statues devant l'entrée. Les lycées qui portent son nom : à Martigues (Bouches-du-Rhône), à Perpignan (Pyrénées-Orientales), à Brive-la-Gaillarde (Corrèze) et à Fleury-les-Aubrais (Loiret). Les écoles primaires qui portent son nom : Gennevilliers (Hauts-de-Seine)
- Il est évoqué dans le 200e des 480 souvenirs cités par Georges Perec dans Je me souviens.

### Héritage
- En 1966, grâce à Simone Lurçat (née Selves), veuve de l'artiste, le Chant du monde, œuvre que se disputaient plusieurs villes, est installé dans l'ancien hôpital médiéval Saint-Jean, à Angers, devenu l'année suivante le musée Jean-Lurçat et de la Tapisserie contemporaine. Le Chant du monde composé de dix tapisseries d'une surface totale de 500 m2 (79 m x 4,50 m) est la plus importante réalisation de l'artiste. Commencée en 1957, elle devait atteindre une longueur de 125 mètres, mais cette grande œuvre a été interrompue par la mort de l'artiste.
- En août 1981, est inauguré le Centre culturel et artistique Jean-Lurçat, à Aubusson.
- En 1986, Simone Lurçat fait don au conseil général du département du Lot du château des Tours-Saint-Laurent, ancienne forteresse de Saint-Laurent-les-Tours, ruines achetées en 1945 et restaurées par le couple Lurçat pour servir d'habitation et d'atelier. La veuve de l'artiste a souhaité que les œuvres attachées à cette donation — cartons, tapisseries, peintures — et différents objets illustrant les diverses activités artistiques de son époux y soient présentés. Ce lieu, devenu Atelier-musée Jean-Lurçat a été inauguré en juillet 1988. Il est ouvert à la visite en été. Simone Selves continuait à s'y rendre régulièrement, quatre à six mois par an, jusqu'à son décès, survenu à Paris en 2009.
- À sa mort, elle lègue à l'Académie des beaux-arts de l'Institut de France la maison-atelier de l'artiste construite par l'architecte André Lurçat à Paris, et les collections ainsi que le fonds d'archives de l'artiste. Depuis cette date, l'Académie est détenteur des droits patrimoniaux et du droit moral attachés à l’œuvre de l'artiste[12]. La Fondation Jean et Simone Lurçat[13], abritée à l'Académie des beaux-arts, a pour mission de protéger et de faire rayonner l’œuvre du peintre-cartonnier.

### Élèves
Parmi les assistants de Jean Lurçat, auxquels il a appris ses secrets de lissier, on compte notamment Pierre Jutand qui a effectué plusieurs séjours à Saint-Céré et Josep Grau-Garriga, peintre et lissier catalan, qui vivait et travaillait à Saint-Mathurin-sur-Loire, près d'Angers. Dans sa lignée se sont inscrits des artistes tels que Farvèze.
Très jeune, Lilette Keller, originaire de Moutier (Jura suisse), suivit brièvement son enseignement à Aubusson et Paris, avant d'épouser le peintre français Sam Szafran.

## Publications
- Le Travail de la tapisserie du Moyen Âge, Genève, Éditions Pierre Cailler, 1947.
- Le Bestiaire de la tapisserie du Moyen Âge, Genève, Éditions Pierre Cailler, 1947, 106 p., illustré de photographies en couleurs et en noir et blanc de Robert Doisneau.
- Roger ou les à-côtés de l'ombrelle, sous le pseudonyme de Jean Bruyère, Meudon, Éditions de l'Ombrelle, 1926, ornée de 5 eaux-fortes originales de Jean Lurçat (édition clandestine, tirée à 125 exemplaires) ; réédition avec une préface d'Annie Le Brun intitulée « Regard sans tain », Paris, Jean-Jacques Pauvert et Jean-Claude Simoën, 1979 ; réédition en poche, Paris, La Musardine, 2012.
- « Lurçat », exposition à la Galerie des Ponchettes / Musées de Nice de décembre 1962 à février 1963.

### Iconographie
- Marianne Greenwood, Portrait de Jean Lurçat, vers 1950, photographie, Antibes, musée Picasso.